# Mingoval
Mingoval es una comuna francesa situada en el departamento de Paso de Calais, en la región de Alta Francia.

## Demografía
| 198 | 201 | 196 | 183 | 207 | 208 | 231 |
| Para los censos de 1962 a 1999 la población legal corresponde a la población sin duplicidades (Fuente: INSEE [Consultar]) |     |     |     |     |     |     |